# Philippe Gignoux
Pour les articles homonymes, voir Gignoux.
 (juillet 2024).
La mise en forme du texte ne suit pas les recommandations de Wikipédia : il faut le « wikifier ».
Les points d'amélioration suivants sont les cas les plus fréquents. Le détail des points à revoir est peut-être précisé sur la page de discussion.
- Les titres sont pré-formatés par le logiciel. Ils ne sont ni en capitales, ni en gras.
- Le texte ne doit pas être écrit en capitales (les noms de famille non plus), ni en gras, ni en italique, ni en « petit »…
- Le gras n'est utilisé que pour surligner le titre de l'article dans l'introduction, une seule fois.
- L'italique est rarement utilisé : mots en langue étrangère, titres d'œuvres, noms de bateaux, etc.
- Les citations ne sont pas en italique mais en corps de texte normal. Elles sont entourées par des guillemets français : « et ».
- Les listes à puces sont à éviter, des paragraphes rédigés étant largement préférés. Les tableaux sont à réserver à la présentation de données structurées (résultats, etc.).
- Les appels de note de bas de page (petits chiffres en exposant, introduits par l'outil «  Source ») sont à placer entre la fin de phrase et le point final[comme ça].
- Les liens internes (vers d'autres articles de Wikipédia) sont à choisir avec parcimonie. Créez des liens vers des articles approfondissant le sujet. Les termes génériques sans rapport avec le sujet sont à éviter, ainsi que les répétitions de liens vers un même terme.
- Les liens externes sont à placer uniquement dans une section « Liens externes », à la fin de l'article. Ces liens sont à choisir avec parcimonie suivant les règles définies. Si un lien sert de source à l'article, son insertion dans le texte est à faire par les notes de bas de page.
- La présentation des références doit suivre les conventions bibliographiques. Il est recommandé d'utiliser les modèles {{Ouvrage}}, {{Chapitre}}, {{Article}}, {{Lien web}} et/ou {{Bibliographie}}. Le mode d'édition visuel peut mettre en forme automatiquement les références.
- Insérer une infobox (cadre d'informations à droite) n'est pas obligatoire pour parachever la mise en page.

Pour une aide détaillée, merci de consulter Aide:Wikification.
Si vous pensez que ces points ont été résolus, vous pouvez retirer ce bandeau et améliorer la mise en forme d'un autre article.
Philippe Gignoux (1er mars 1931 – 24 septembre 2023) est un iranologue français, directeur d’études à l'École pratique des hautes études (EPHE), spécialiste des religions de l’Iran ancien. Ses recherches constituent un apport majeur pour l’étude du mazdéisme, l’histoire de la période sassanide, notamment à travers l’étude de l’épigraphie moyen-perse et de la littérature apocalyptique iranienne.

## Biographie
Philippe Gignoux naît le 1er mars 1931 à Solaize, village du département du Rhône, près de Lyon. Son père, polytechnicien et artilleur ayant combattu durant la Première Guerre mondiale, exprimait le souhait que l’un de ses trois fils intégrât les ordres ecclésiastiques. Sa mère, née Jeanne Giroud, sans profession, élevait au foyer ses huit enfants. Il reçoit sa première formation chez les dominicains avant d’entrer en propédeutique de Lettres à l’Institut catholique de Lyon. Devenu Petit Frère de Jésus à l’instar de Charles de Foucauld, Philippe Gignoux part résider à Goundek dans le Kurdistan irakien entre 1952 et 1955, après un bref séjour au Sahara. Il apprend en autodidacte le syriaque et le kurde, et se passionne pour les cultures du Proche et du Moyen-Orient.
De retour en France, il s’inscrit en 1961 à l’École pratique des hautes études en Sorbonne, aux cours du père Jean de Menasce et d’Antoine Guillaumont. Il prépare en parallèle un diplôme de persan aux Langues Orientales, aujourd’hui l’Inalco, auprès de Gilbert Lazard, et se forme à l’arabe avec Gérard Troupeau. Il parfait son cursus en syriaque avec le père Graffin, à l’Institut catholique de Paris, en araméen avec André Dupont-Sommer, et en langues iraniennes avec Émile Benveniste, à l’EPHE.
Il termine en 1984 sa thèse d'État sous la direction de Gilbert Lazard, intitulée "L'anthroponymie de l'Iran sassanide à partir des sources épigraphiques", à l'Université de la Sorbonne-Nouvelle Paris III.

## Situation familiale
Philippe Gignoux épouse, le 18 mars 1965 à Paris, Anne-Marie Pestel, fille d'Henri Pestel, directeur de l'INAO, et d'Yvonne Chapelier. Son épouse, ayant reçu un diplôme de bibliothécaire, exerce la profession d’institutrice. Ils ont trois enfants : Jacques, Emmanuel et Anne Claire.

## Responsabilités scientifiques et administratives
Après avoir été chargé de conférence à l’EPHE, Philippe Gignoux succède à Jean de Menasce comme directeur d'études à l'EPHE (Cinquième section) dans la chaire des "Religions de l'Iran ancien" de 1970 à 2000.
Il est nommé le 17 mars 2000 correspondant français de l'Académie des Inscriptions et belles-lettres.
Philippe Gignoux exerce les fonctions de trésorier de l'Association pour l'avancement des études iraniennes de 1972 à 2000, puis de président de cette Association à partir de 2000. Il fonde et dirige la revue Studia Iranica jusqu'en 2000, ainsi que les Cahiers de Studia Iranica à partir de 1982. Il effectue des missions en Iran en 1972 et en 1977, ainsi qu'aux États-Unis.
Philippe Gignoux est aussi vice-président (1983-1987), puis président (1987-1991) de la Societas Iranologica Europaea. Il dirige le programme "Collection des sources pour l'histoire de l'Asie centrale pré-islamique" soutenu par l'Union académique internationale de 1991 à 2004.

## Publications principales
- Homélies de Narsaï sur la création, Patrologia Orientalis, tome XXXIV, 3-4, Brepols, 1968; réimpr. 1997.
- Glossaire des inscriptions pehlevies et parthes, Londres, Lund Humphries, coll. « Corpus inscriptionum Iranicarum », 1972 (ISBN 978-0-85331-319-9)
- Catalogue des sceaux, camées et bulles sassanides de la Bibliothèque nationale et du Musée du Louvre, t. II : Les Sceaux et Bulles Inscrits, Bibliothèque nationale de France, 1978 (ISBN 978-2-7177-1436-4, 978-2-7177-1890-4 et 978-2-7177-1437-1)
- « Corps osseux et âme osseuse : essai sur le chamanisme dans l'Iran », Journal asiatique, vol. 267, nos 1-2,‎ 1979, p. 41-79
- Pad nām i Yazdān. Etudes d'épigraphie, de numismatique et d'histoire de l'Iran ancien, Travaux de l'Institut d'Etudes Iraniennes 9, Paris, 1979.
- Sceaux sassanides de diverses collections privées (en collaboration avec Rika Gyselen), Louvain, Éditions Peeters, coll. « Cahiers de Studia Iranica », 1982 (ISBN 978-2-8017-0199-7)
- Le livre d'Arda Viraz, translittération, transcription et traduction du texte pehlevi, Ed. A.D.P.F., Paris, 1984.
- Noms Propres Sassanides en moyen-perse épigraphique, Iranisches Personennamenbuch, Bd. II, fasz.2, Wien, 1986; Bd. II, fasz. 3 : Supplement (1986-2011), Wien, 2003.
- "Nouveaux regards sur l'apocalypse iranienne", Comptes Rendus de l'Académie des Inscriptions et Belles-Lettres, Paris, 1986, p. 334-346.
- Incantations magiques syriaques, Louvain, Éditions Peeters, coll. « La Revue des études juives », 1987 (ISBN 978-90-6831-072-6)
- Les inscriptions de Kirdir et sa vision de l'au-delà, Conferenze IsMEO 2, Roma, 1990.
- Les quatre inscriptions du mage Kirdir, Studia Iranica. Cahier 9, Paris, 1991.
- Anthologie de Zadspram, Edition critique du texte pehlevi, en collab. avec A. Tafazzoli, Studia Iranica. Cahier 13, Paris, 1993.
- "Anatomie et physiologie humaine chez un auteur syriaque, Ahuhdemmeh", Comptes Rendus de l'Académie des Inscriptions et Belles-Lettres, 1998, p. 231-242.
- « Les bases de la philosophie mazdéenne », Comptes rendus des séances de l'Académie des inscriptions et belles-lettres, vol. 145, no 1,‎ 2001, p. 117–129 (DOI 10.3406/crai.2001.16244 , lire en ligne, consulté le 28 juillet 2024)
- Chrétiens en terre d'Iran V: Lexique des termes de la pharmacopée syriaque, Paris, Cahiers de Studia Iranica, 47, 2011.
- "Une archive post-sassanide du Tabaristan (I)", Objets et documents inscrits en parsig, R.Gyselen (dir.), Res Orientales, vol. XXI, Bures-sur-Yvette, 2012, 29-96.
- "Une archive post-sassanide du Tabaristan (II)", Documents, argenterie et monnaies de tradition sassanide, R. Gyselen (dir.), Res Orientales, vol. XXII, Bures-sur-Yvettes, 2014, 29-71.
- "Une archive post-sassanide du Tabarestan (III)", Words and Symbols: Sasanian Obets and the Tabarestan Archive, R. Gyselen (dir.), Res Orientales, vol. XXIV, 2014, 171-183.

## Distinctions
- Prix Roman et Tania Ghirshman de l'Académie des Inscriptions et belles-lettres[3] ;
- Prix du Livre de l'année de la République Islamique d'Iran[3].